# 隕石山
79°40′S 155°36′E / 79.667°S 155.600°E
隕石山（英語：Meteorite Hills）是南極洲的山丘，位於奧次地，處於達爾文冰川和哈瑟頓冰川之間，屬於達爾文山脈的一部分，全長20公里，現時由南極條約體系管理。